# Медісон-стріт (Мангеттен)
Медісон-стріт (англ. Madison Street) — вулиця з двостороннім рухом у Нижньому Іст-Сайді боро Нью-Йорка Мангеттен, яка починається під рампою Бруклінського мосту та закінчується на Гранд-стріт. Це приблизно шістнадцять великих міських кварталів. Через заходи безпеки, вжиті після терактів 11 вересня, доступ громадськості до частини вулиці перед площею Сент-Джеймс обмежено.
Характер Медісон-стріт змінюється від кварталу до кварталу. Є житлові проекти на схід від Пайк-стріт. Між Кетрін і Пайк-стріт вулиця є житловою, де переважають переважно багатоквартирні будинки. Вулиця вважається однією з південних меж Чайна-тауну.